# Michel Parizeau
Pour les articles homonymes, voir Parizeau.
Michel Parizeau (né le 9 avril 1948 à Montréal au Québec, Canada) est un joueur de hockey sur glace. Il a joué dans la Ligue nationale de hockey pour les Blues de Saint-Louis et les Flyers de Philadelphie et dans l'Association mondiale de hockey avec les Nordiques de Québec, les Racers d'Indianapolis et les Stingers de Cincinnati.
Il est repêché par les Rangers de New York au cours du repêchage amateur de la Ligue nationale de hockey en deuxième ronde, 10e au total.

## Statistiques
| Saison     | Équipe                   | Ligue          |     | Saison régulière | Saison régulière | Saison régulière | Saison régulière | Saison régulière |    | Séries éliminatoires | Séries éliminatoires | Séries éliminatoires | Séries éliminatoires | Séries éliminatoires |
| Saison     | Équipe                   | Ligue          | PJ  | B                | A                | Pts              | Pun              | PJ               | B  | A                    | Pts                  | Pun                  |                      |                      |
| 1964-1965  | Metros de Montréal       | MMJHL          |     |                  |                  |                  |                  |                  |    |                      |                      |                      |                      |                      |
| 1965-1966  | Rangers de Drummondville | LHJQ           |     |                  |                  |                  |                  |                  |    |                      |                      |                      |                      |                      |
| 1966-1967  | Rangers de Drummondville | LHJQ           | 45  | 23               | 45               | 68               | 51               | 3                | 2  | 1                    | 3                    | 0                    |                      |                      |
| 1967-1968  | Rangers de Drummondville | LHJQ           | 50  | 29               | 62               | 91               | 62               | 10               | 7  | 12                   | 19                   | 2                    |                      |                      |
| 1968       | Rangers de Drummondville | Coupe Memorial |     |                  |                  |                  |                  | 4                | 2  | 4                    | 6                    | 0                    |                      |                      |
| 1968-1969  | Knights d'Omaha          | LCH            | 71  | 22               | 39               | 61               | 20               | 7                | 1  | 3                    | 4                    | 0                    |                      |                      |
| 1969-1970  | Knights d'Omaha          | LCH            | 71  | 13               | 16               | 29               | 30               | 12               | 7  | 3                    | 10                   | 9                    |                      |                      |
| 1970-1971  | Knights d'Omaha          | LCH            | 72  | 35               | 49               | 84               | 43               | 11               | 6  | 7                    | 13                   | 11                   |                      |                      |
| 1971-1972  | Blues de Saint-Louis     | LNH            | 21  | 1                | 2                | 3                | 8                | --               | -- | --                   | --                   | --                   |                      |                      |
| 1971-1972  | Flyers de Philadelphie   | LNH            | 37  | 2                | 12               | 14               | 10               | --               | -- | --                   | --                   | --                   |                      |                      |
| 1972-1973  | Nordiques de Québec      | AMH            | 75  | 25               | 48               | 73               | 50               | --               | -- | --                   | --                   | --                   |                      |                      |
| 1973-1974  | Nordiques de Québec      | AMH            | 78  | 26               | 34               | 60               | 39               | --               | -- | --                   | --                   | --                   |                      |                      |
| 1974-1975  | Nordiques de Québec      | AMH            | 78  | 28               | 46               | 74               | 69               | 15               | 2  | 4                    | 6                    | 10                   |                      |                      |
| 1975-1976  | Nordiques de Québec      | AMH            | 58  | 12               | 27               | 39               | 22               | --               | -- | --                   | --                   | --                   |                      |                      |
| 1975-1976  | Racers d'Indianapolis    | AMH            | 23  | 13               | 15               | 28               | 20               | 7                | 4  | 4                    | 8                    | 6                    |                      |                      |
| 1976-1977  | Racers d'Indianapolis    | AMH            | 75  | 18               | 37               | 55               | 39               | 8                | 3  | 6                    | 9                    | 8                    |                      |                      |
| 1977-1978  | Racers d'Indianapolis    | AMH            | 70  | 13               | 27               | 40               | 47               | --               | -- | --                   | --                   | --                   |                      |                      |
| 1978-1979  | Racers d'Indianapolis    | AMH            | 22  | 4                | 9                | 13               | 4                | --               | -- | --                   | --                   | --                   |                      |                      |
| 1978-1979  | Stingers de Cincinnati   | AMH            | 30  | 3                | 9                | 12               | 28               | 3                | 1  | 0                    | 1                    | 0                    |                      |                      |
| Totaux LNH | Totaux LNH               | Totaux LNH     | 58  | 3                | 14               | 17               | 18               |                  |    |                      |                      |                      |                      |                      |
| Totaux AMH | Totaux AMH               | Totaux AMH     | 509 | 142              | 252              | 394              | 318              | 33               | 10 | 14                   | 24                   | 24                   |                      |                      |